# Horstedt (Bassa Sassonia)
Horstedt è un comune di 1.323 abitanti della Bassa Sassonia, in Germania.
Appartiene al circondario (Landkreis) di Rotenburg (Wümme) (targa ROW) ed è parte della comunità amministrativa (Samtgemeinde) di Sottrum.

## Geografia antropica

### Suddivisioni amministrative
Il territorio comunale comprende i centri abitati (Ortsteil) di Clünder, Horstedt, Stapel e Winkeldorf.